# IFNGR1
L'IFNGR1 (pour « Interferon gamma receptor 1  ») est une protéine de type cluster de différenciation (CD119). Son gène est IFNGR1 porté sur le chromosome 6 humain.

## En médecine
Le déficit en cette protéine, de cause génétique, entraîne une immunodéficience avec infections sévères, en particulier avec les mycobactéries. 